# Загађење ваздуха
Загађење ваздуха подразумева присуство хемикалија, честица или биолошких материјала који наносе штету или узрокују нелагодност код човека и других живих бића, односно који угрожавају природну средину у атмосфери. Ваздух је прозрачна смеша природних гасова и ситних честица које имају сталан састав и које се налазе у стабилној равнотежи. Међутим, ваздух изнад многих градова је данас мрачан и суморан, а хоризонт нестаје у измаглици. Смог је последица загађења. Загађење ваздуха је такође контаминација унутрашњег или спољашњег окружења хемијским, физичким или биолошким агенсима који мењају природне карактеристике атмосфере. Постоји много различитих врста загађивача ваздуха, као што су гасови (укључујући амонијак, угљен-моноксид, сумпор-диоксид, азотни оксиди, метан и хлорофлуороугљеници), честице (и органске и неорганске) и биолошки молекули. Загађење ваздуха може изазвати болести, алергије, па чак и смрт људи; такође може нанети штету другим живим организмима као што су животиње и усеви, и може оштетити природно окружење (на пример, климатске промене, исцрпљење озона или деградација станишта) или изграђено окружење (на пример, киселе кише). Загађење ваздуха може бити узроковано људским активностима и природним феноменима. Квалитет ваздуха је уско повезан са климом на Земљи и екосистемима на глобалном нивоу. Многи од оних који доприносе загађењу ваздуха такође су извори емисије гасова стаклене баште, односно сагоревања фосилних горива.
Загађење ваздуха је значајан фактор ризика за бројне болести повезане са загађењем, укључујући респираторне инфекције, срчане болести, ХОБП, мождани удар и рак плућа. Све већи број доказа сугерише да изложеност загађењу ваздуха може бити повезана са смањеним IQ резултатима, ограниченом когницијом, повећаним ризиком од психијатријских поремећаја као што је депресија и неповољним перинаталним здрављем. Ефекти лошег квалитета ваздуха на здравље људи су далекосежни, али углавном утичу на дисајни и кардиоваскуларни систем тела. Индивидуалне реакције на загађиваче ваздуха зависе од врсте загађивача којој је човек изложен, степена изложености, здравственог статуса појединца и генетике. Загађење ваздуха у затвореном простору и лош квалитет градског ваздуха наведени су као два од најгорих проблема токсичног загађења на свету у извештају Блексмит института за 2008. годину у свету о најгоре загађеним местима на свету. Само загађење ваздуха узрокује 2,1 до 4,21 милиона смртних случајева годишње. Свеукупно, загађење ваздуха сваке године узрокује смрт око 7 милиона људи широм света и највећи је појединачни ризик по животну средину у свету.
Загађење ваздуха је највећи фактор ризика животне средине за болести и прерану смрт и четврти највећи фактор ризика у целини за људско здравље. Загађење ваздуха узрокује прерану смрт око 7 милиона људи широм света сваке године, или глобално просечно скраћење очекиваног животног века (LLE) од 2,9 година, и није дошло до значајне промене у броју смртних случајева изазваних свим облицима загађења од најмање 2015. године. Загађење спољашњег ваздуха које се може приписати само употреби фосилних горива узрокује око 3,61 милиона смртних случајева годишње, што га чини једним од највећих фактора који доприносе људској смртности. Антропогени озон узрокује око 470.000 превремених смрти годишње и загађење финим честицама (PM2.5) од око још 2,1 милиона. Обим кризе загађења ваздуха је велики: СЗО је 2018. године проценила да „9 од 10 људи удише ваздух који садржи високе нивое загађивача.“ Иако су последице по здравље велике, начин на који се проблем решава у великој мери се сматра насумичнним или неадекватним.
Светска банка је проценила да губици благостања (превремене смрти) и губици продуктивности (изгубљена радна снага) изазвани загађењем ваздуха коштају светску економију 5 билиона долара годишње. Трошкови загађења ваздуха су генерално спољни утицај на савремени економски систем и већину људских активности, иако се понекад надокнађују кроз праћење, законодавство и регулативу.
Доступне су многе различите технологије и стратегије за смањење загађења ваздуха. Иако већина земаља има законе о загађењу ваздуха, према UNEP-у, 43 одсто земаља нема законску дефиницију загађења ваздуха, 31 одсто нема стандарде квалитета ваздуха на отвореном, 49 одсто ограничава своју дефиницију само на спољашње загађење, а само 31 одсто има законе за борбу против загађења које потиче изван њихових граница. Национални закони о квалитету ваздуха су често били веома ефикасни, посебно Закон о чистом ваздуху из 1956. у Британији и Закон о чистом ваздуху САД, уведен 1963. године. Неки од ових напора су били успешни на међународном нивоу, као што је Монтреалски протокол, који је смањио ослобађање штетних хемикалија које оштећују озонски омотач, и Хелсиншки протокол из 1985. године, који је смањио емисије сумпора, док су други, као што је међународна акција на климатским променама, били мање успешни.

## Узроци
До загађења ваздуха долази када се гасови и микроскопске честице чађи  и прашине ослобађају у Земљину атмосферу, што изазива промену природног односа и концентрације основних компоненти ваздуха. Понекад ове честице доспевају у атмосферу природним путем, на пример ослобађањем услед вулканских ерупција и природних пожара. Ипак, много чешће је случај да оне доспеју у атмосферу као последица човекових активности.
Саобраћај и индустрија су основни извори загађења ваздуха. Током сагоревања различитих облика горива у моторима или фабрикама, осим ослобађања енергије, испушта се и велика количина штетних материја, као што су угљен-моноксид, угљен-диоксид, сумпор-диоксид, оксиди азота, пепео и чађ.
Људи загађују ваздух на много начина: паљењем шума ради ослобађања пољопривредног земљишта, вожњом аутомобила и авиона, радом у фабрикама и термоелектранама, сагоревањем огрева у домаћинствима. У основи готово свих облика аеро-загађења је потреба човека за енергијом која се добија на рачун сагоревања дрвета, угља, нафте или природног гаса.

## Киселе кише
Када једном доспеју у атмосферу, гасови ослобођени током сагоревања фосилних горива ступају у различите хемијске реакције, при чему настају многа опасна једињења. Такве су сумпорна и азотна киселина, од којих настају праве киселе кише, које падају на земљу и улазе у циклус кружења воде. Киселе кише уништавају шуме на великим пространствима. Улазе и у реке и језера, где убијају рибе и многе друге животиње.
Због тога што хемијски загађивачи ваздушним струјама лако и брзо прелазе са једног на други крај континента, киселе кише данас представљају велики светски проблем. Научници су пронашли трагове сагоревања из аутомобила чак и у леду Антарктика. Због тога многе индустријализоване земље данас смањују ослобађање сумпор-диоксида у атмосферу, а модерни аутомобили више не користе бензин са оловом.
Киселе кише су уништиле огромна шумска пространства. Економска штета настала због губитка дрвне масе је велика. Међутим, још је већа еколошка штета због уништавања живих бића у шумским екосистемима. Све последице киселих киша биће сагледане тек у будућности.

## Извори загађивања ваздуха
Извори загађивања ваздуха су бројни. Њихов састав и број зависе од степена развитка друштва и друштвено-економских могућности подручја где се налазе. Они се према пореклу деле на:
- Природне
- Вештачке-антропогене (створене људском делатношћу)

## Природни извори загађивања ваздуха
Природни извори загађивања ваздуха су:
- Дефлација(разношење земље и песка, што је посебно изражено у пустињама, полу-пустињама, степама итд.)
- Вулкани (при јаким ерупцијама избацују велике количине ситне и крупне прашине, угљен-диоксида, сумпор-диоксида итд.)
- Пожари (сагоревањем дрвне масе ослобађају се велике количине угљен-моноксида, чађи, канцерогених материја итд.)
- Минерални и термални извори(ослобађају угљен-диоксид, сумпор-водоник, метан итд.)
- Космичка прашина(по прорачунима А. Б. Иванова на нашу планету падне годишње 2-5 милиона тона прашине из космоса)
- Океани (могу ослобађати угљен-диоксид, угљен-моноксид, сумпорне оксиде, хлориде итд.)

## Вештачки извори загађивања ваздуха
Вештачки извори загађивања ваздуха (антропогени извори) настају као последица човекове активности. Они се деле на:
- Непокретне (стационарне)
- Покретне (мобилне)

Непокретни извори загађивања ваздуха :
- Индустријски објекти
- Термоелектране
- Топлане
- Енергане
- Кућна ложишта

Покретни извори загађивања ваздуха:
Саобраћајна превозна средства и кућни апарати

## Фактори на које утичу извори загађивања
Непокретни вештачки извори загађивања ваздуха утичу на загађивање већих и удаљенијих подручја ваздуха. Од њих су посебно велики загађивачи објекти хемијске индустрије и енергетике (термоелектране, топлане).
Покретни извори загађивања ваздуха су значајни у градовима. Од укупне количине загађујућих супстанција које се налазе у ваздуху градова око 60% потиче од издувних гасова моторних возила. На загађеност ваздуха у становима утичу загађујуће супстанције које ослобађају тапете, мебл-штофови, теписи итд.

## Термоелектране — корист или штета?
Термоелектране у којима се сагоревају огромне количине угља за производњу електричне енергије ослобађају многе загађујуће материје које доспевају у ваздух. Међу најопаснијима су азотови оксиди и нарочито опасна супстанца — сумпор-диоксид. Иако велики део отровних гасова из термоелектрана одлази у више слојеве атмосфере, значајан део остаје у околини електране, где су услови за живот човека веома неповољни, па су честа обољења плућа и респираторних органа.

## Ваздушно смеће
Градски ваздух садржи мешавину загађујућих гасова. Отровни гасови из фабрика помешани са чађи, азотним оксидима, угљен-моноксидом и оловом из аутомобила растварају се у магли и формирају смог.
Током ведрог мирног дана, у присуству Сунчеве светлости одвијају се многобројне хемијске реакције, услед којих у смогу настају многа отровна једињења. Особине смога разликују се у годишњим добима. Зими у смогу има највише чађи, оксида азота и сумпор-диоксида (зимски смог), а лети има највише озона, водоник-пероксида и азотових оксида (летњи смог). Смог је све више присутан у великим градовима. У Лос Анђелесу се понекад не виде мостови од смога.